# یونیون ۷۶
یونیون ۷۶ (انگلیسی: 76) شرکت پالایش نفت آمریکایی است، که در سال ۱۹۳۲ تأسیس شد.